# Леонид Горлач
Леонид Горла́ч (настоящее имя — Леонид Никифорович Коваленко; род. 1941 год) — советский украинский поэт, прозаик, критик, редактор; лауреат Шевченковской премии 2013 года за сборник стихов «Знак разбитого ига».

## Биография
Родился 4 апреля 1941 года в Репках (ныне Черниговская область, Украина). Детство прошло в селе Красный Колодец Нежинского района.
Окончил Нежинский педагогический институт.
Работал в печати, в аппарате Национального союза писателей Украины, занимал должность директора Бюро пропаганды художественной литературы. Участник учредительного собрания общества «Черниговское землячество» (Киев). Главный редактор местной газеты «Отчий порог». Делегат XXI съезда комсомола Украины.

## Творчество
Автор около пятидесяти книг поэзии, прозы, публицистики, критики, детских произведений.
Основной жанр — поэзия, среди которой шесть романов в стихах про украинскую историю.
Поэтические сборники
- «Сонце в зіницях»,
- «Танок дощу»,
- «Четвертий вимір»,
- «Світовид»,
- «На відстані душі»,
- «Десант у квітень»,
- «Знак розбитого ярма»

Исторические поэмы и романы
- «Ніч у Вишгороді» — історична поема,
- «Слов’янський острів» — історичний роман,
- «Чисте поле» — історичний роман у віршах,
- «Перст Аскольда» — роман у віршах,
- «Руїна (або життя і трагедія Івана Мазепи)» (2004) — історичний роман у віршах

Книги для детей
- «Зелений букварик»,
- «Чумацький шлях»,
- «Дивна мандрівка»

Повести
- «Буран»,
- «Золота пора»

Литературно-критические очерки
- «Платон Воронько»,
- «Павло Усенко»

Документальные повести-репортажи
- «Магистраль века»,
- «От Днепра до Амура»,
- «Дальневосточное кольцо» (у співавторстві з С. Тельнюком),
- «Прима грацій».

## Награды и премии
- Почётная грамота Президиума Верховного Совета Грузинской ССР
- Медаль «За трудовую доблесть»
- Медаль «За строительство Байкало-Амурской магистрали»
- Медаль Ивана Мазепы (2016)[1]
- Национальная премия Украины имени Тараса Шевченко (2013) — за книгу поэзии «Знак разбитого ярма»
- Премия ЛКСМУ имени Н. А. Островского
- Премия Фонда доктора Н. Демьянива «Свобода и мир для Украины»
- Премия имени Нечуя-Левицкого
- Премия имени М. М. Коцюбинского
- Премия имени Г. И. Сковороды
- Премия имени В. Винниченко
- Премия журнала «Днепр» имени А. С. Малышко